# The Holydrug Couple
The Holydrug Couple is een Chileens muzikaal duo, opgericht in 2008 en afkomstig uit Santiago. Het duo bestaat uit Ives Sepúlveda en Manuel (Manu) Parra en beweegt zich voornamelijk in de genres psychedelische rock, krautrock en dreampop.

## Geschiedenis
Het duo begon vanaf 2008 samen muziek te maken. Ives en Manu hadden elkaar al een paar jaar niet gezien, toen Manu een bericht stuurde dat hij een drumstel had gekocht. Een paar dagen later al was de band geformeerd.
Het debuutalbum Awe verscheen in 2011 op het lokale label BYM Records. Kort daarna kon de band tekenen bij het Amerikaanse Sacred Bones Records, waarna hetzelfde jaar de ep "Ancient Land" volgde. In 2013 kwam het tweede album Noctuary uit, dat door recensenten werd geprezen. In 2015 werd Moonlust uitgebracht, dat gemengder werd ontvangen, maar ook als een sterke opvolger werd gezien.

## Stijl
De sound wordt wel vergeleken met Beach House en Tame Impala, alsook met Serge Gainsbourg en Franse filmsoundtracks uit de jaren zeventig en tachtig.

## Discografie

### Albums
- 2011 Awe
- 2013 Noctuary
- 2013 Noctuary Demos
- 2015 Moonlust
- 2016 Moonlust Demos
- 2016 Soundtrack for Pantanal
- 2018 Hyper Super Mega
- 2022 Pan
- 2023 Berlin 150923 (live)

### Ep's
- 2011 Ancient Land
- 2024 Bolero Tampoco

### Singles
- 2012 "Glowing Summer"
- 2014 "Everyone Knows All / Quetzal"
- 2015 "Bed Soundtrack"
- 2018 "Waterfalls"
- 2019 "Vértigo/Valle de los espejos"[6]
- 2022 "Time Bazaar"[7]
- 2024 "Bolero"[7]

### Split-single
- 2015 "Dreamy/Baby, I'm Going Away" met Föllakzoid[6]